# Dam tot Damloop 1990
De Dam tot Damloop 1990 werd gehouden op zondag 30 september 1990. Het was de zesde editie van deze loop. De hoofdafstand was 10 Engelse mijl (16,1 km). De start vond plaats op de Dam en er werd gelopen naar Zaandam.
Bij de mannen ging de overwinning naar de Marokkaan Brahim Lahlafi in 46.51. Hij versloeg de Keniaan Wilson Omwoyo met 22 seconden. De snelste Nederlander was John Vermeule met een finishtijd van 47.23 en een derde plaats. Bij de vrouwen won de Hongaarse Heléna Barócsi in 53.57.
In totaal namen 11.600 mensen deel aan het evenement, waarvan 9700 lopers op de 10 Engelse mijl en 1900 kinderen bij de minilopen.

## Wedstrijd
Mannen
| rang   | naam                 | land | tijd  |
| ------ | -------------------- | ---- | ----- |
| Goud   | Brahim Lahlafi       | MAR  | 46.51 |
| Zilver | Wilson Omwoyo        | KEN  | 47.13 |
| Brons  | John Vermeule        | NED  | 47.23 |
| 4      | Miroslaw Golebiewski | POL  | 47.35 |
| 5      | Marti ten Kate       | NED  | 47.38 |
| 6      | Ivan Uvizi           | CZE  | 48.04 |
| 7      | Julius Korir         | KEN  | 48.06 |
| 8      | Karel David          | CZE  | 48.07 |
| 9      | Jan Huruk            | POL  | 48.08 |
| 10     | Pablo Ceron          | MEX  | 48.09 |

Vrouwen
| rang   | naam              | land | tijd  |
| ------ | ----------------- | ---- | ----- |
| Goud   | Heléna Barócsi    | HON  | 53.57 |
| Zilver | Judith Nagy       | HON  | 55.06 |
| Brons  | Agnes Pardaens    | BEL  | 55.16 |
| 4      | Joke Kleijweg     | NED  | 56.00 |
| 5      | Daniëlle Kaber    | LUX  | 56.20 |
| 6      | Bonet             | FRA  | 56.49 |
| 7      | Grażyna Kowina    | POL  | 57.02 |
| 8      | Anne van Schuppen | NED  | 57.13 |
| 9      | Margaret Sobańska | POL  | 57.45 |
| 10     | Barbara Moore     | NZL  | 57.52 |

1985 ·
1986 ·
1987 ·
1988 ·
1989 ·
1990 ·
1991 ·
1992 ·
1993 ·
1994 ·
1995 ·
1996 ·
1997 ·
1998 ·
1999 ·
2000 ·
2001 ·
2002 ·
2003 ·
2004 ·
2005 ·
2006 ·
2007 ·
2008 ·
2009 ·
2010 ·
2011 ·
2012 ·
2013 ·
2014 ·
2015 ·
2016 ·
2017 ·
2018 ·
2019